# Wu Xueqian
Wu Xueqian (né le 19 décembre 1921 à Shanghai - décédé le 4 avril 2008) est un homme politique chinois, ancien ministre des Affaires étrangères.

## Biographie
Il rejoint le Parti communiste chinois en 1939.
Wu est ministre des Affaires étrangères de la République populaire de Chine de 1982 à 1988 (au sein du 13e Politburo). Il est membre du treizième Comité central du Parti communiste chinois de 1987 à 1992.